# Montournais
Montournais – miejscowość i gmina we Francji, w regionie Kraj Loary, w departamencie Wandea.
Według danych na rok 1990 gminę zamieszkiwało 1 717 osób, a gęstość zaludnienia wynosiła 59 osób/km² (wśród 1504 gmin Kraju Loary Montournais plasuje się na 356. miejscu pod względem liczby ludności, natomiast pod względem powierzchni na miejscu 305.).